# Щетинистые крысы
Щетинистые крысы (лат. Echimyidae) — семейство южноамериканских млекопитающих отряда грызунов.

## Описание
Это крысоподобные грызуны среднего размера, хотя по сравнению с другими южноамериканскими грызунами из подотряда дикобразообразных они сравнительно невелики: длина тела у них от 8 до 50 см. Хвост от трети до полной длины тела, у многих видов легко отламывается (автотомия), хотя в отличие от хвоста ящериц заново не отрастает. Мордочка обычно заострённая (хотя у некоторых видов тупая или похожая на беличью), глаза и уши среднего размера. Передние конечности — 4-палые, задние — 5-палые. Величина пальцев и когтей зависит от образа жизни: так, у коро-коро, которые хорошо лазают, пальцы длинные и цепкие, напоминающие пальцы приматов; у роющего рода Clyomys — широкие ступни и развитые когти. Своё название семейство получило за наличие у некоторых видов на спине небольших гибких игл. Развитые иглы, к примеру, имеются у толстоиглых крыс и гиар, в то время как у щетинистых крыс их заменяют утолщённые жёсткие волосы, а у некоторых видов (например, пунаресы) тело покрыто только мягким мехом. Окрас меха также сильно разнится. Многие щетинистые крысы имеют мощные задние ноги и хорошо прыгают. От мешотчатых крыс (Heteromyidae), также имеющих иглы, они отличаются отсутствием щёчных мешков. Зубов 20.

## Образ жизни
Образ их жизни изучен слабо, несмотря на то, что местами они весьма многочисленны. Эти первично лесные грызуны, по сути, занимают в Южной Америке экологическую нишу лесных мышей. Часть видов ведёт полностью древесный образ жизни, почти не спускаясь на землю. Другие колючие шиншиллы обитают в лесной подстилке, роя неглубокие норы. И, наконец, третьи ведут роющий образ жизни, строя сложные системы подземных ходов. Из убежищ эти грызуны выходят в сумерках и ночью. Рацион у разных видов разнится — от листьев бамбука (дактиломисы и атлантические бамбуковые крысы) до плодов, орехов и насекомых. Большинство видов одиночны, но представители рода Clyomys селятся колониями.

## Размножение
В год у щетинистых крыс бывает 2 помёта по 1—3 детёныша. Новорожденные хорошо развиты, зрячие и покрыты мехом. Через 10—12 дней они уже могут питаться взрослой пищей, хотя полностью самостоятельными становятся только к 2 месяцам. Продолжительность жизни в природе, вероятно, около 2 лет; в неволе живут более 3 лет. Некоторые крупные виды служат объектом охоты, так как у этих зверьков вкусное и нежное мясо.

## Классификация
В семейство входит около ста рецентных видов, относимых к 35 родам, которые разделяют на четыре подсемейства: Echimyinae, Euryzygomatomyinae, Carterodontinae (только Carterodon) и хутиевые (Capromyinae). Кроме того, выделяется вымершие подсемейство Heteropsomyinae. Традиционные семейства хутиевых (Capromyidae) и нутриевых (Myocastoridae) филогенетически вложены в состав семейства щетинистых крыс. 
Это наиболее многочисленное и географически распространённое семейство среди южноамериканских дикобразообразных. Встречаются в тропической зоне Центральной и Южной Америки — от Никарагуа до Перу, Боливии, Парагвая. Естественный ареал нутрии простирается от Боливии до Огненной Земли; она интродуцирована на каждом континенте, кроме Австралии и Антарктиды, и внесена в список самых опасных инвазивных видов МСОП. Ещё один вид щетинистых крыс — коро — обитает также на острове Мартиника, куда, видимо, был завезён. До XIX века щетинистые крысы водились также на островах Вест-Индии, но здесь вымерли.
- Подсемейство Echimyinae[14]
  - Триба Echimyini
    - Род Dactylomys — Дактиломисы
      - Dactylomys boliviensis — Боливийская бамбуковая крыса
      - Dactylomys dactylinus — Амазонская бамбуковая крыса
      - Dactylomys peruanus — Перуанская бамбуковая крыса

    - Род Diplomys — Дипломисы
      - Diplomys caniceps — Мягковолосая щетинистая крыса
      - Diplomys labilis — Рыжая древесная крыса

    - Род Echimys — Коро
      - Echimys chrysurus — Беломордый коро
      - Echimys saturnus — Тёмный коро
      - Echimys vierai

    - Род Isothrix — Коноконо
      - Isothrix barbarabrownae
      - Isothrix bistriata — Желтоголовый коноконо
      - Isothrix negrensis
      - Isothrix orinoci
      - Isothrix pagurus — Равнинный коноконо
      - Isothrix sinnamariensis

    - Род Kannabateomys
      - Kannabateomys amblyonyx — Атлантическая бамбуковая крыса

    - Род Lonchothrix
      - Lonchothrix emiliae — Кистехвостая щетинистая крыса

    - Род Makalata
      - Makalata didelphoides — Бразильская древесная крыса
      - Makalata macrura — Длиннохвостый коро
      - Makalata obscura — Тусклая древесная крыса

    - Род Mesomys — Мезомисы
      - Mesomys hispidus — Колючая древесная крыса
      - Mesomys leniceps — Лохматая древесная крыса
      - Mesomys occultus
      - Mesomys stimulax — Суринамская древесная крыса

    - Род Olallamys — Древесные щетинистые крысы
      - Olallamys albicauda — Белохвостая древесная крыса
      - Olallamys edax — Венесуэльская древесная крыса

    - Род Pattonomys
      - Pattonomys carrikeri
      - Pattonomys flavidus
      - Pattonomys punctatus
      - Pattonomys semivillosus — Крапчатый коро

    - Род Phyllomys
      - Phyllomys blainvilii — Коро Блэнвилля
      - Phyllomys brasiliensis — Рыженосый коро
      - Phyllomys centralis
      - Phyllomys dasythrix — Тусклый коро
      - Phyllomys kerri
      - Phyllomys lamarum — Бледный коро
      - Phyllomys lundi
      - Phyllomys mantiqueirensis
      - Phyllomys medius
      - Phyllomys nigrispinus — Черноиглый коро
      - Phyllomys pattoni — Коро Пэттона
      - Phyllomys sulinus
      - Phyllomys thomasi — Коро Томаса
      - Phyllomys unicolor — Одноцветный коро

    - Род Santamartamys
      - Santamartamys rufodorsalis — Красноспинная древесная крыса — с 1898 по 2011 гг. считалась вымершим видом, пока не была обнаружена сотрудниками заповедника Эльдорадо в Колумбии[15][16]

    - Род Toromys
      - Toromys grandis
      - Toromys albiventris
      - Toromys rhipidurus

  - Триба Myocastorini
    - Род Callistomys
      - Callistomys pictus — Пёстрый коро

    - Род Hoplomys
      - Hoplomys gymnurus — Толстоиглая крыса

    - Род Myocastor — Нутрии
      - Myocastor coypus — Нутрия

    - Род Proechimys — Щетинистые крысы
      - Proechimys brevicauda — Толстохвостая щетинистая крыса
      - Proechimys canicollis — Колумбийская щетинистая крыса
      - Proechimys chrysaeolus — Золотистая щетинистая крыса
      - Proechimys cuvieri — Щетинистая крыса Кювье
      - Proechimys decumanus — Тихоокеанская щетинистая крыса
      - Proechimys echinothrix
      - Proechimys gardneri
      - Proechimys goeldii — Щетинистая крыса Гелда
      - Proechimys guairae — Гуайрская щетинистая крыса
      - Proechimys guyannensis
      - Proechimys hoplomyoides — Гвианская щетинистая крыса
      - Proechimys kulinae
      - Proechimys longicaudatus — Длиннохвостая щетинистая крыса
      - Proechimys mincae — Минкаская щетинистая крыса
      - Proechimys oconnelli — Щетинистая крыса Оконелла
      - Proechimys pattoni
      - Proechimys quadruplicatus — Напоская щетинистая крыса
      - Proechimys roberti
      - Proechimys semispinosus — Мягкоиглая щетинистая крыса
      - Proechimys simonsi — Щетинистая крыса Саймона
      - Proechimys steerei — Щетинистая крыса Стире
      - Proechimys trinitatus — Тринидадская щетинистая крыса

    - Род Thrichomys
      - Thrichomys apereoides — Пунарес
      - Thrichomys fosteri
      - Thrichomys inermis
      - Thrichomys laurentius
      - Thrichomys pachyurus
- Подсемейство Euryzygomatomyinae
  - Род Clyomys — Клиомисы
    - Clyomys laticeps — Широкоголовый клиомис
    - † Clyomys riograndensis

  - Род Euryzygomatomys
    - Euryzygomatomys spinosus — Гиара

  - Род Trinomys
    - Trinomys albispinus
    - Trinomys dimidiatus
    - Trinomys eliasi
    - Trinomys gratiosus
    - Trinomys iheringi
    - Trinomys mirapitanga
    - Trinomys moojeni
    - Trinomys paratus
    - Trinomys setosus
    - Trinomys yonenagae
- Подсемейство Carterodontinae
  - Род Carterodon
    - Carterodon sulcidens — Картеродон
- Подсемейство Capromyinae — Хутиевые
  - Триба Capromyini
    - Род Capromys
      - Хутия Гарридо (Capromys garridoi)
      - Кубинская хутия (Capromys pilorides)

    - Род Короткохвостые хутии (Geocapromys)
      - Ямайская хутия (Geocapromys brownii)
      - Geocapromys caymanensis
      - Багамская хутия (Geocapromys ingrahami)
      - † Geocapromys columbianus
      - † Островная хутия (Geocapromys thoracatus)

    - Род Мезокапромисы (Mesocapromys)
      - Хутия Кабреры (Mesocapromys angelcabrerai)
      - Ушастая хутия (Mesocapromys auritus)
      - Чернохвостая хутия (Mesocapromys melanurus)
      - Крошечная хутия (Mesocapromys nana)
      - Санфилипская хутия (Mesocapromys sanfelipensis)

    - Род Длиннохвостые хутии (Mysateles)
      - Цепкохвостая хутия (Mysateles prehensilis)

  - † Триба Hexolobodontini
    - † Род Hexolobodon
      - † Гаитянский гексолободон (Hexolobodon phenax) известен только по скелетным остаткам из пещер Центрального Гаити. Исчез примерно в XVII веке, вскоре после заселения острова европейцами[17].

  - Триба Isolobodontini
    - Род Складчатозубые хутии (Isolobodon)
      - † Горная хутия (Isolobodon montanus), или узколобый изолободон. Вид обитал на острове Гаити. Известен по скелетным остаткам. Исчез примерно в XVI веке[17].
      - † Пуэрто-риканская хутия (Isolobodon portoricensis) обитала в восточной части острова Гаити, на острове Пуэрто-Рико и на Виргинских островах. Вид известен по скелетным остаткам. Исчез примерно в XVI веке[17].

  - Триба Plagiodontini
    - Род Гаитянские хутии (Plagiodontia)
      - Загути (Plagiodontia aedium)
      - † Санрафаэльская хутия (Plagiodontia araeum)
      - † Саманская хутия (Plagiodontia ipnaeum). Известна по скелетным остаткам с острова Гаити. Исчезла примерно в XVII веке[17].

    - Род Rhizoplagiodontia
      - † Хутия Лемке (Rhizoplagiodontia lemkei)
- Подсемейство † Heteropsomyinae
  - † Род Boromys — Пещерные крысы
    - † Boromys offella — Восточная пещерная крыса — обитала на Кубе. Известна по скелетным остаткам. Исчезла, вероятно, во второй половине XIX века[17].
    - † Boromys torrei — Пещерная крыса Торре

  - † Род Brotomys — Бротомисы
    - † Brotomys contractus — Испаньольский бротомис
    - † Brotomys voratus — Гаитянский бротомис

  - † Род Heteropsomys — Гетеропсомисы
    - † Heteropsomys antillensis — Антильская пещерная крыса
    - † Heteropsomys insulans — Островная пещерная крыса